# Місько-сільська гміна
Місько-сільська гміна — гміна, до якої входить місто (зазвичай місце розміщення гмінної ради) та села.
Після адміністративної реформи в Польщі (1999 р.) існувало дві гміни (з 1 січня 2010 року була лише одна), адміністративні центри яких не були на території міста:
- гміна Нове Скальмежице — адміністративний центр у селі Скальмежице, а не в місті Нові Скальмежице.
- до 31 грудня 2009 року у сучасній гміні Сехниці, раніше гміна Свята Катажина, адміністративний центр був у селі Свята Катежина, а не у місті Сехніце
- з 1 січня 2023 року гміна Бодзанув — адміністративний центр у селі Ходково, а не в місті Бодзанув; перенесення центру відбулося з Бодзанува у Ходково 1 січня 2021 року, коли Бодзанув ще не мав статусу міста; попри набуття з 1 січня 2023 року Бодзанувом міського статусу органи управління гміни залишилися у селі Ходково.